# Кевин Келли (писатель)
Кевин Келли (англ. Kevin Kelly) — американский писатель, фотограф, редактор, футуролог, журналист, один из основателей журнала Wired. На русский переведена его книга The Inevitable (2016).

## Биография
Келли родился в Пенсильвании (США) 14 августа 1952 года. С детства увлекался кибернетикой.
Келли живёт в Калифорнии, он женат на биохимике Gia-Miin Fuh и у него трое детей: Kaileen, Ting и Tywen.

## Книги
Келли опубликовал несколько книг на тему футурологии, кибернетики, будущего технологий и экономики.
- Out of Control: The New Biology of Machines, Social Systems and the Economic World (1995)
- New Rules for the New Economy: 10 Radical Strategies for a Connected World (1999)
- What Technology Wants (2010)
- The Inevitable (2016)

Книга The Inevitable переведена на русский язык. В России публикуется под названием «Неизбежно. 12 технологических трендов, которые определяют наше будущее».